# Aïn Kihal
Aïn Kihal (în arabă عين الكيحل) este o comună din provincia Aïn Témouchent, Algeria.
Populația comunei este de 9.589 de locuitori (2010).